# Eliezer Jesus de Lacerda Barreiro
Eliezer Jesus de Lacerda Barreiro (Rio de Janeiro, 23 de maio de 1947 – Rio de Janeiro, 8 de abril de 2024) foi um pesquisador brasileiro, titular da Academia Brasileira de Ciências na área de Ciências Químicas desde 1997. Foi professor titular e emérito da Universidade Federal do Rio de Janeiro, onde atuou principalmente na área de química medicinal.
Foi condecorado com a comenda da Ordem Nacional do Mérito Científico em 2004.